# Nesodillo jonesi
Nesodillo jonesi är en kräftdjursart som beskrevs av Karl Wilhelm Verhoeff1936. Nesodillo jonesi ingår i släktet Nesodillo och familjen Armadillidae. Inga underarter finns listade i Catalogue of Life.